# Karlen Abgarian
Karlen Aramowicz Abgarian ros. Карле́н Ара́мович Абгаря́н (ur. w 1928, zm. w 1995) – radziecki uczony, członek korespondent Akademii Nauk ZSRR (1987). 

## Życiorys
Był członkiem KPZR od 1955. W 1952 ukończył Moskiewski Instytut Lotniczy, następnie był tam wykładowcą, profesorem. W latach 1977–1979 był dyrektorem Instytutu Mechaniki, następnie do 1986 dyrektorem Centrum Komputerowego  Akademii Nauk Ormiańskiej SRR. Od 1986 ponownie w Moskiewskim Instytucie Lotniczym, jednocześnie był dyrektorem Centrum Automatyzacji Zarządzania Gospodarką przy Radzie Cybernetyki Akademii Nauk ZSRR. Pracował nad zagadnieniami teorii systemów automatyzacji zarządzania i dynamiki systemów zarządzania .